# Melzerina lacordairei
Melzerina lacordairei är en skalbaggsart som först beskrevs av Charles Joseph Gahan 1889.  Melzerina lacordairei ingår i släktet Melzerina och familjen långhorningar. Inga underarter finns listade i Catalogue of Life.